# Richulf
Richulf  fut archevêque de Mayence, prêtre de l'église de Mayence de 787 à sa mort en 813. Sa date de naissance est inconnue.
Il fut élu pour succéder à Lull au trône épiscopal de Mayence, et sacré le 4 mars 787. L'an 799, le pape Léon III étant venu en France pour se soustraire à la violence des envieux, dont il avait éprouvé les emportements, Richulf fut un des prélats que le roi nomma pour accompagner le pontife à son retour en Italie. Richulf s'acquitta de cette commission avec dignité) 
Le tombeau de saint Alban de Mayence, qui reçut l'an 406 la couronne du martyre à Mayence, était négligé depuis longtemps : Richulf se fit un devoir de le décorer comme il le méritait, et éleva sur ce monument une église qu'il enrichit d’ornements précieux. 
On place au 1er décembre 805 la dédicace qu'il fit de cette église. L'an 812, il s'éleva à l’Abbaye de Fulda une querelle entre l’abbé Ratgar de Fulda et ses religieux qui éclata en public. Richulf s'y rendit avec les évêques de Worms, de Wurtzbourg et d’Augsbourg pour faire cesser ce scandale, à quoi ils réussirent.
La mort de Richulfe est rapportée après le concile de Mayence (813) au 9 août 813, dans la chronique de Wurtzbourg par un annaliste saxon. L'église de l'abbaye Saint-Alban devant Mayence fut le lieu de sa sépulture.